# Penninger Antal (operaénekes)
Penninger Antal (Budapest, 1909. május 22. – Budapest, 1974. február 19.) magyar operaénekes (bariton).

## Életpályája
Az 1934–35-ös évadban a Városi Színház énekeseként indult pályája, majd Németországba szerződött. 1943-ban tért vissza Budapestre, ahol az Operaház szerződtette. 1949-től a Gördülő Opera egyik megalapítója és művészeti titkára lett. 1955-ig több mint 500 előadást rendeztek Magyarország városaiban. 1957-ben Palló Imre igazgató a szervezési és bérletosztály vezetésével bízta meg. Nevéhez fűződik a bérletrendszer korszerűsítése. 1965-től az Operaház kottatári felügyelője volt.
Sírja a Farkasréti temetőben látogatható (25-2-24).

## Szerepei
- Richard Wagner: A bolygó hollandi – A hollandi[8]